# Liste der Monuments historiques in Saint-Séverin-sur-Boutonne
Die Liste der Monuments historiques in Saint-Séverin-sur-Boutonne führt die Monuments historiques in der französischen Gemeinde Saint-Séverin-sur-Boutonne auf.

## Liste der Bauwerke
| Bezeichnung                         | Beschreibung | Standort            | Kennzeichnung | Schutzstatus | Datum | Bild |
| ----------------------------------- | ------------ | ------------------- | ------------- | ------------ | ----- | ---- |
| Ausgrabungen eines römischen Lagers |              | Le Châtelier (Lage) | PA00105235    | Inscrit      | 1945  |      |

## Liste der Objekte
Zum Verständnis siehe: Kirchenausstattung
| Bezeichnung                                  | Beschreibung                        | Standort                        | Kennzeichnung | Schutzstatus | Datum | Bild |
| -------------------------------------------- | ----------------------------------- | ------------------------------- | ------------- | ------------ | ----- | ---- |
| Skulptur eines Heiligen                      | Stein, 13. oder 14. Jahrhundert (?) | in der Kirche St-Séverin (Lage) | PM17000718    | Classé       | 1984  |      |
| Grabplatte mit Inschrift für Marie de Fleury | Stein, 1660                         | in der Kirche St-Séverin (Lage) | PM17001401    | Inscrit      | 1984  |      |